# Hylaea squalidaria
Hylaea squalidaria är en fjärilsart som beskrevs av Costa 1848. Hylaea squalidaria ingår i släktet Hylaea och familjen mätare. Inga underarter finns listade i Catalogue of Life.